# Diplogaster
Diplogaster is een geslacht van rondwormen uit de familie van de Diplogastridae. De wetenschappelijke naam van het geslacht voor het eerst geldig gepubliceerd in 1857 door Schultze.

## Soorten
- Diplogaster gagarini (Tsalolichin, 1980) Sudhaus & Fürst von Lieven, 2003
- Diplogaster levidentus  Weingärtner, 1955
- Diplogaster pararmatus  Schneider, 1938
- Diplogaster parvus  Cobb, 1893
- Diplogaster pterygatus  Timm, 1961
- Diplogaster rivalis  (Leydig, 1854) Bütschli, 1873
- Diplogaster spirifer  Skwarra, 1921